# Síðu-Hallur
Hallur Þorsteinsson (Thorsteinsson, 950 - 1040), más conocido por su apodo Síðu-Hallur (Sidhu-Hallur) fue un bóndi (terrateniente) vikingo de Haukadalur, Islandia, miembro del Alþingi en el siglo X y uno de los primeros cristianos en la isla. Vivió en Hof y tras el bautismo se trasladó a Álftafjörður.
El padre Síðu-Hallur fue Þorsteinn Böðvarsson, hijo de Böðvar Þorleifsson, uno de los primeros colonos en Hof, Álftafjörður. Su madre þórdís Özursdóttir (n. 920), era nieta de Hrollaug Rögnvaldarson.
Su genealogía aparece en la saga de Njal donde se cita que era descendiente del jarl de las Orcadas, Rognvald Eysteinsson. Síðu-Hallur vivió en la hacienda de su padre en Hof hasta la muerte de su hijo mayor Þiðrandi según se relata en Þiðranda þáttr ok Þórhalls.
El rey de Noruega Olaf Tryggvason envió al misionero Þangbrandr para evangelizar la isla. Los habitantes de Berunes prohibieron a los hombres comunicarse con él, pero Síðu-Hallur fue a su encuentro para abrazar la fe cristiana y bautizarse con todo su clan.  En el Alþingi de 1000 (o 999) fueron los grandes grupos de cristianos y paganos; el lagman Þorgeir Ljósvetningagoði (Thorgeir) lideraba a los paganos mientras que Síðu-Hallur se posicionó junto a los cristianos Gizur el Blanco Teitsson y Hjalti Skeggiason. Þangbrandr abandonó Islandia y hubo un debate interno muy profundo entre unos y otros. Thorgeir fue a deliberar durante un día y una noche cubierto por una capa de piel y al finalizar su meditación decidió que los islandeses debían abrazar la nueva religión y bautizarse.
La historia de Síðu-Hallur también se conserva en Íslendingabók de Ari Þorgilsson.

## Herencia
Según las crónicas contemporáneas, tuvo relaciones con dos mujeres:
- Solvöra Herjólfsdóttir (n. 960), con quien tuvo una hija, Steinvör yngri Hallsdóttir (n. 980) que sería esposa de Flosi Þórðarson.
- Jóreíður Þiðrandadóttir (n. 957), hija de Þiðrandi Ketilsson, con quien tuvo amplia descendencia:

1. Ljótur Hallsson (978 - 1010), que casaría con Helga Einarsdóttir (n. 971), una hija de Einar Eyjólfsson.
2. Þorgerður Hallsdóttir (n. 982), que casaría con Þorgrímur Ketilsson.
3. Þórdís Hallsdóttir (n. 984) que casaría con Þórður Halldórsson (n. 980). El hijo de ambos Ospak, sería padre de Sumarliði Ospaksson.
4. Þorsteinn Hallsson, participó en la batalla de Clontarf junto al jarl de las Orcadas, Sigurd el Fuerte,[11] y es protagonista de su propio relato Saga Þorsteins Síðu-Hallssonar.
5. Þorvarður Hallsson (n. 1000).
6. Kollur Hallsson (n. 1002).
7. Ingveldur Hallsdóttir (n. 1005), que se casaría con Eyjólfur Guðmundsson, hijo de Gudmundur Eyjólfsson. En segundas nupcias con Þórarinn Dagsson (n. 1000) de Suður-Þingeyjarsýsla.
8. Egil Hallsson, sirvió en la corte de Olaf II el Santo y también es protagonista de su propio relato, Egils þáttr Síðu-Hallssonar.
9. Gróa Hallsdóttir (n. 1010), que tuvo tres maridos, Þorvarður (n. 1014), Snorri Kláfsson (n. 1014) y Teitur Gissurarson (n. 975).[12]